# Trzciel (gmina)
Pour les articles homonymes, voir Trzciel.
Trzciel est une gmina urbaine-rurale (gmina miejsko-wiejska) ou mixte de la powiat de Międzyrzecz, dans la Voïvodie de Lubusz, dans l'ouest de la Pologne.
Son siège administratif (chef-lieu) est la ville de Trzciel, qui se situe environ 22 kilomètres au sud-est de Międzyrzecz (siège de la powiat), 54 kilomètres au nord-est de Zielona Góra (siège de la diétine régionale) et 60 kilomètres au sud-est de Gorzów Wielkopolski (capitale de la voïvodie).
La gmina couvre une superficie de 177,35 kilomètres carrés pour une population de 6 343 habitants en 2006 avec une population pour la ville de Trzciel de 2 363 habitants et pour la partie rurale de 3 980 habitants.

## Histoire
De 1975 à 1998, la gmina est attachée administrativement à la voïvodie de Gorzów.

Depuis 1999, elle fait partie de la voïvodie de Lubusz.

## Géographie
Hormis la ville de Trzciel, la gmina inclut les villages et localités de :

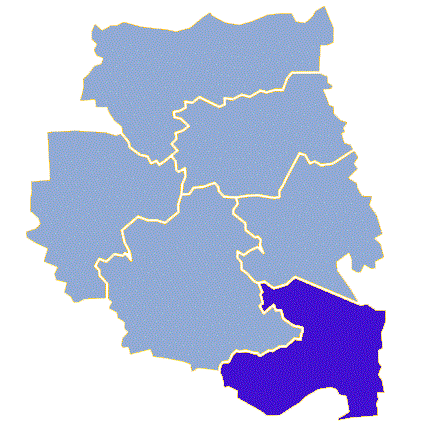
Plan de la gmina

- Bieleń
- Brójce
- Chociszewo
- Jabłonka
- Jasieniec
- Łagowiec
- Lutol Mokry
- Lutol Suchy
- Nowy Świat
- Panowice
- Rybojady
- Siercz
- Sierczynek
- Smolniki
- Stary Dwór
- Świdwowiec
- Żydowo

### Gminy voisines
La gmina de Trzciel est voisine des gminy suivantes :
- Miedzichowo
- Międzyrzecz
- Pszczew
- Świebodzin
- Szczaniec
- Zbąszyń
- Zbąszynek

## Structure du terrain
D'après les données de 2002, la superficie de la commune de Trzciel est de 177,35 kilomètres carrés, répartis comme telle :
- terres agricoles : 44%
- forêts : 45%

La commune représente 12,78% de la superficie du powiat.

## Démographie
Données du 30 juin 2004 :
| Description        | Total  | Total | Femmes | Femmes | Hommes | Hommes |
| ------------------ | ------ | ----- | ------ | ------ | ------ | ------ |
| Unité              | Nombre | %     | Nombre | %      | Nombre | %      |
| Population         | 6 348  | 100   | 3 201  | 50,4   | 3 147  | 49,6   |
| Densité (hab./km²) | 35,8   | 35,8  | 18     | 18     | 17,7   | 17,7   |